# Raid sur Corlaer
Première Guerre intercoloniale
Guerres franco-iroquoises
Batailles
Baie d'Hudson
- Baie d’Hudson (1686)
- Fort Albany (1688)
- Fort Albany (1693)
- York Factory (1694)
- Baie d'Hudson (1697)

Québec et New York
- Lachine
- Schenectady
- Québec
- La Prairie
- Vallée Mohawk

Nouvelle-Angleterre, Acadie et Terre-Neuve
- Dover
- Pemaquid (1er)
- Salmon Falls
- Port Royal
- Fort Loyal
- Chedabucto
- York
- Wells
- Oyster River
- Baie de Fundy
- Pemaquid (2e)
- Chignectou
- Fort Nashwaak
- Terre-Neuve
- Haverhill

Le raid sur Corlaer ou massacre de Schenectady est une action montée par les Canadiens français dans le contexte des guerres franco-iroquoises et de la première guerre intercoloniale, pendant de la guerre de la Ligue d'Augsbourg en Amérique du Nord. Il s’agit d’une action de représailles à la suite du massacre de Lachine intervenu en août 1689 et qui a mis Montréal dans le plus grand émoi. Monté en plein hiver, le raid ravage le village de Corlaer ou Schenectady,, dans la colonie de New York. Son retentissement y est considérable mais n’est qu’un des épisodes du cycle de violence qui oppose régulièrement les colons français et anglais pour la domination de l’Amérique du Nord au XVIIe et au XVIIIe siècle.

## Contexte et préparatifs de l’expédition
Le gouverneur Frontenac, revenu de France peu après le massacre de Lachine, considéra les Anglais responsables de l’attaque iroquoise. La France étant alors en guerre contre la presque totalité de l’Europe de l’Ouest, celui-ci ne disposait d’aucune aide venue de la métropole. Mais il décida de frapper un grand coup en lançant depuis Montréal, Trois-Rivières et Québec trois colonnes de volontaires, qui iraient en plein hiver à travers bois et marécages porter le fer et le feu en pays ennemi.
La colonne formée à Montréal comprenait 210 hommes : 114 canadiens, 80 Iroquois du Sault et de la Montagne et 16 Algonquins. Elle fut placée sous le commandement de trois frères Le Moyne : Sainte-Hélène, Iberville et Bienville, secondés par d’Ailleboust de Manthet. Tous étaient jeunes, voire très jeunes (respectivement 31, 29, 23 et 27 ans), mais c'étaient des combattants déterminés ayant déjà fait leurs preuves dans divers engagements contre les Iroquois ou les Anglais. Le Grand Agnier Togouiroui commandait les Iroquois alliés.

## Raid et saccage de Schenectady
L’objectif était la place forte d’Orange (aujourd’hui Albany), l’une des plus importantes de la Nouvelle-Angleterre. Le départ eut lieu en janvier 1690. La colonne marcha vers le sud pendant 22 jours environ, à travers les 200 milles de glace et de neige du lac Champlain et du lac George. En cours de route, les éclaireurs amérindiens firent savoir que la place était sur ses gardes et qu’il valait mieux changer d’objectif. Leur attention se porta alors sur le village de Schenectady (« au-delà des pins » en agnier), à six lieues de là. Shenectady était alors communément appelé Corlaer, d'après son fondateur Arendt Van Corlaer (en), nom symbolique sous lequel les Amérindiens connaissaient depuis cette époque le gouverneur de la Nouvelle-Angleterre. Il s’agissait d’un village dont la majorité des habitants étaient d’origine néerlandaise, mais il y avait aussi des esclaves africains.
Se basant sur des renseignements fournis par des femmes rencontrées dans un wigwam, les dernières dispositions furent prises. Le Grand Agnier Togouiroui, harangua ses guerriers iroquois chrétiens. Dans la nuit du 17 au 18 février 1690, la colonne franco-amérindienne était en vue de Shenectady. L’assaut fut fixé à 2 heures du matin. Sainte-Hélène et d’Ailleboust d’un côté, d’Iberville et Repentigny de l’autre, devaient attaquer les portes qui fermaient à chaque extrémité la longue et unique rue de Shenectady. Le froid était glacial. Dans le plus grand silence, la colonne s’approcha et se prépara à l’assaut.
Peut-être à cause du froid, personne ne montait la garde aux portes du village, qui étaient entrouvertes car « les habitants étaient fort négligents et très insoumis ». Une légende locale dit même que l’entrée n’était gardée que par deux bonshommes de neige. Les Franco-Amérindiens donnèrent l’assaut en hurlant. Les Agniers du Saut bondirent dans la place. Surpris par le détachement d’Ailleboust de Manthet, le corps de garde du fortin fut passé au fil de l’épée. Les assaillants allaient de maison en maison en y semant la mort dans l’idée de faire subir aux habitants réveillés en sursaut les mêmes tourments que ceux éprouvés par les Français à Lachine l’été précédent. Il y eut 60 hommes tués, et autant de vieillards, de femmes et d’enfants furent épargnés. Une vingtaine d'Agniers eurent aussi la vie sauve, manière politique de dire que c'étaient les Anglais (ou ceux considérés comme tels) qui étaient visés, et non les autochtones.
Le major Joannes Sanders Glen réussit à se barricader avec ses domestiques et ses Autochtones de l’autre côté de la rivière. D’Iberville et le Grand Agnier Togouiroui ne donnèrent pas l’assaut et lui assurèrent qu’aucun mal ne lui serait fait en raison de l’humanité dont il a fait preuve jadis envers des prisonniers français. Environ 80 maisons furent incendiées, sauf celle du major et celle d’une pauvre veuve qui avait six enfants. Avant l’aube, les assaillants quittèrent les lieux en emmenant 27 jeunes gens en captivité (dont cinq Africains) et 50 chevaux chargés du produit du pillage.
Quelques habitants réussirent cependant, à la faveur de la nuit, à s’enfuir vers Albany, qui se trouvait à quelques milles au sud. L’incendie de la localité coûta aux Anglais la somme de 400 000 francs de l’époque.

## Suites de l’expédition
Le voyage de retour fut difficile. Il y eut des imprudences, des désordres et une certaine indiscipline générale, tant de la part des Canadiens que des Amérindiens, peut-être à cause de l’ivresse vis-à-vis de ce qui semblait être une victoire ou de l’assouvissement d’une vengeance. De leur côté, les survivants qui avaient réussi à atteindre Albany donnèrent l’alerte. La milice locale, accompagnée d’alliés mohawks, lancèrent aussitôt la poursuite. Peu avant d’arriver à Montréal, elle rattrapa, captura ou tua 18 traînards. Ce petit succès, cependant, ne put compenser le choc moral de la nuit de terreur du 18 février, d’autant plus que les deux autres raids canadiens furent également des succès : celui parti de Trois-Rivières ravagea Salmon Falls le mois suivant, et celui parti de Québec saccagea en mai Fort Loyal et Portland, dans le Maine.
Beaucoup de colons réclamèrent des représailles, ce qui poussa les dirigeants à mettre entre parenthèses leurs divisions politiques pour tenir une convention à Albany afin de tenter de trouver une riposte commune. Les succès canadiens achèvèrent ainsi de faire entrer la région en guerre, qui commença en 1686 dans la baie d’Hudson et dura jusqu’en 1697. Elle allait pousser les dirigeants des colonies anglaises à réclamer avec de plus en plus d’insistance l’aide militaire de Londres. Celle-ci, toutefois, tarderait à se manifester car l’Angleterre vécut, entre 1689 et 1692, sous la menace d’un débarquement français. En attendant, les colons décidèrent d’une expédition contre Port-Royal en Acadie par mer (qui fut un succès) et d’une autre contre Québec par terre et par mer (qui fut un échec retentissant).
Les protagonistes s’accusèrent régulièrement de commettre toutes sortes d’atrocités au fil d’engagements et d’embuscades qui paraissaient, en tout cas à cette époque, tout à fait secondaires en Europe. C’est la guerre de Sept Ans, soixante ans plus tard, qui allait faire pencher la balance du côté des colonies anglaises grâce à une aide militaire massive venue de la métropole, sans équivalent avec les opérations des années 1680-1690, lesquelles n'impliquaient que quelques centaines de combattants appliquant les méthodes de guerre à l’indienne.

## Galerie

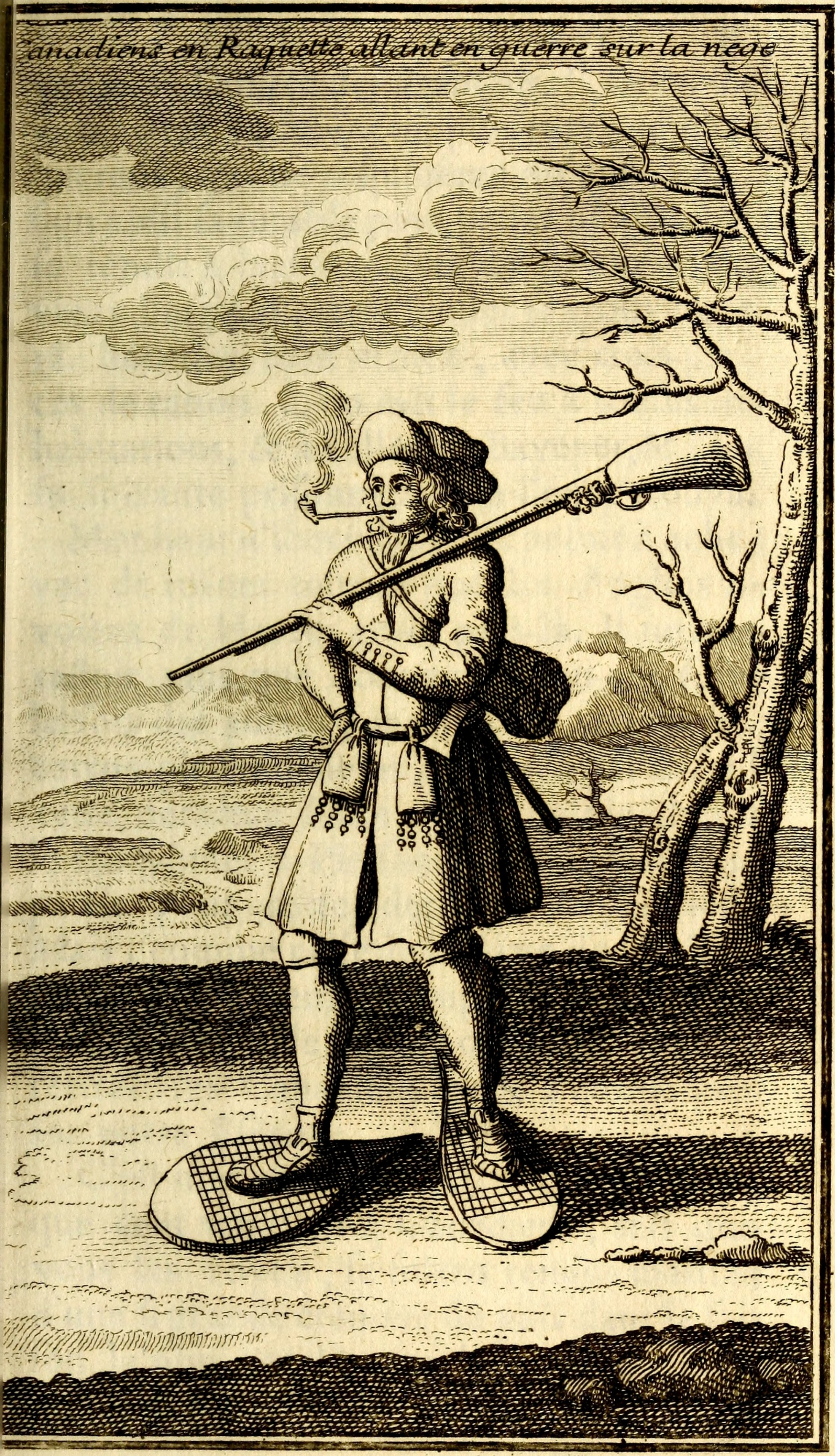
Un milicien canadien en tenue de guerre hivernale à l’époque des affrontements coloniaux en Amérique du Nord. (Gravure française de 1722)
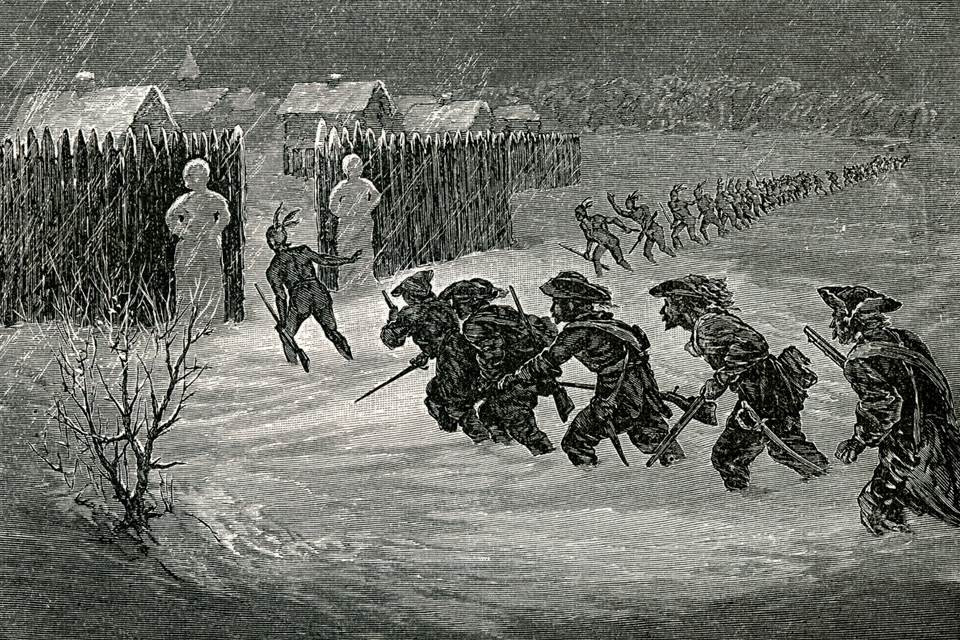
Les Français et leurs alliés amérindiens s’approchant de Schenectady dont les portes ne sont pas gardées. (Gravure américaine de 1890)
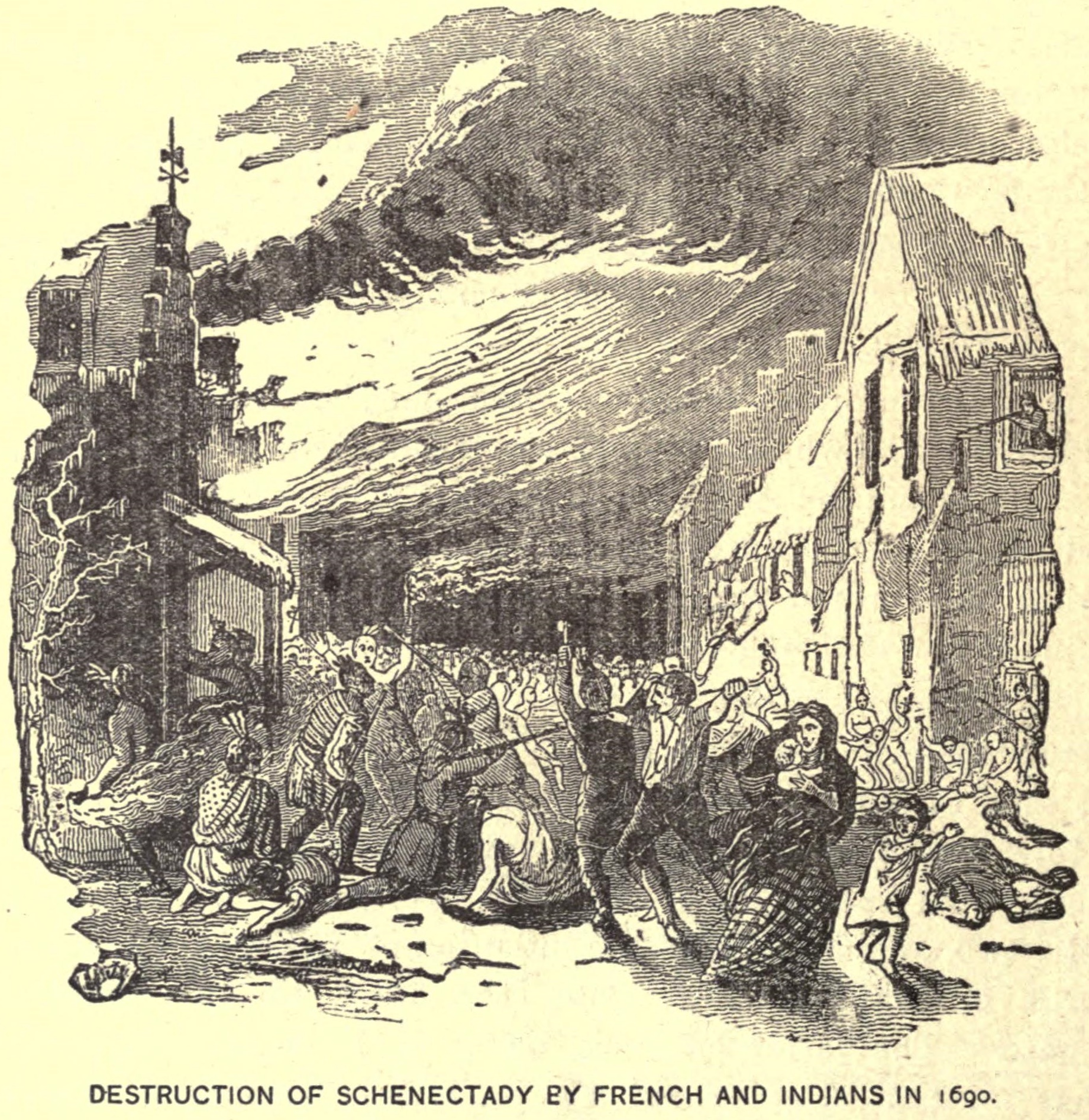
Le 18 février 1690, nuit de massacre d’une partie de la population, de pillage et d'incendie du village. (Gravure américaine de 1883)
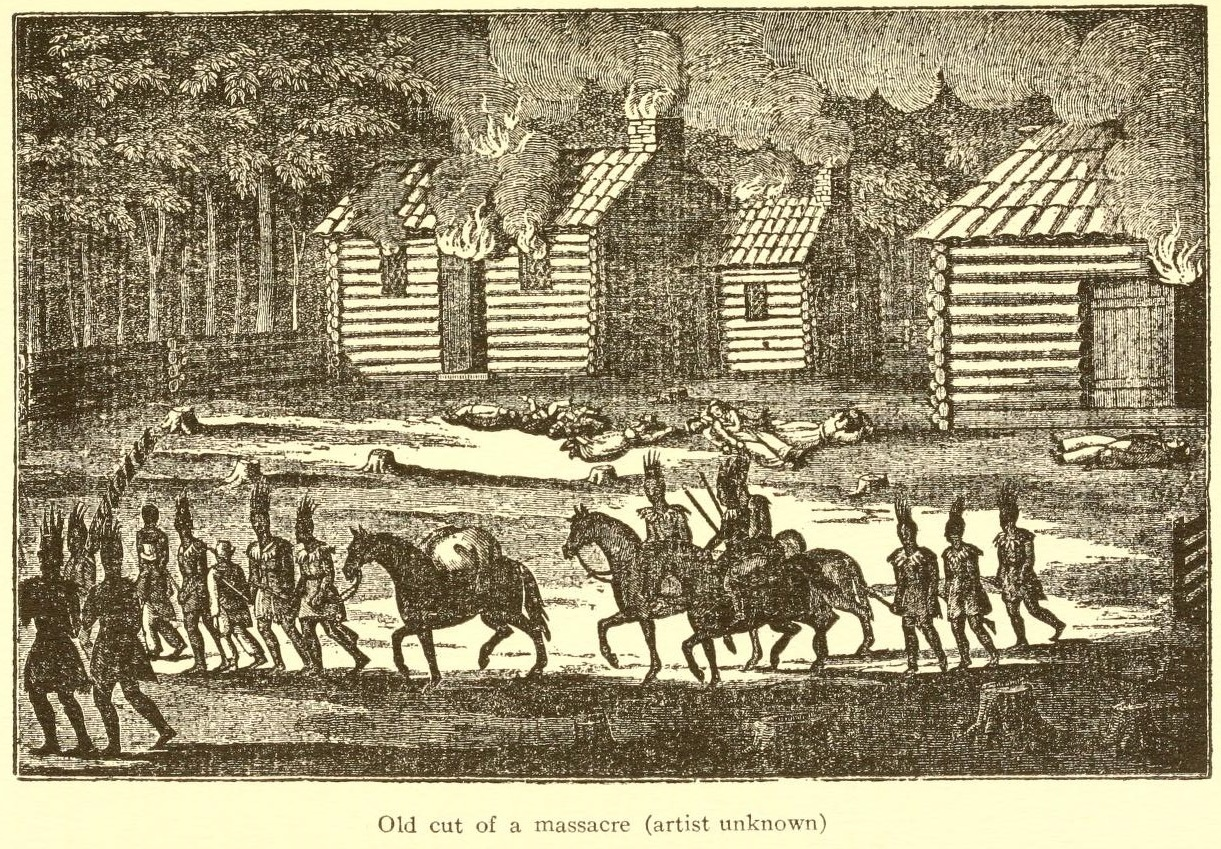
Le départ en captivité d'une partie de la population sous la surveillance d'Amérindiens tel qu'il a pu être vécu. (Gravure anglo-américaine, non datée)